# Renaud Barbier
Renaud Barbier, né le 9 décembre 1969, est un compositeur français de musique de film.

## Filmographie

### Cinéma

#### Longs métrages
- 2000 : Toreros d'Éric Barbier
- 2006 : Le Serpent d'Éric Barbier
- 2007 : Mejor es que Gabriela no se muera de Sergio Umansky Brener
- 2007 : Le tueur de Montmartre de Borislav Sajtinac
- 2014 : Le Dernier Diamant d'Éric Barbier
- 2017 : 60 Seconds to Die (Segment "Starfucker" avec Ludovic Berthillot)
- 2017 : La promesse de l'aube d'Éric Barbier (musique additionnelle)
- 2020 : Petit Pays d'Éric Barbier

#### Courts métrages
- 2005 : Video Paradiso de Jean Marc Froissart
- 2008 : 11,43 de Thierry Aguila
- 2010 : Réflexion faite de Renaud Philipps
- 2011 : Blue Line de Alain Sauma
- 2012 : Crac! de Thierry Aguila
- 2014 : Mui Diên n'est pas mort de Trân-Minh Nam
- 2016 : Starfucker de Émilie Flory
- 2016 : Je suis ton père de Matthieu Ferrando
- 2017 : Cartoune de Matthieu Ferrando
- 2019 : La visite de Renaud Philipps
- 2020 : High Speed Theft de Alessandro Principe et Matthieu Ferrando
- 2023  : Les comédiens de David Lancelin Guerrero
- 2024 : Aventure en Malaisie de Stéphane Loison

#### Documentaires
- 2008 : On the Edge of Passion de Thierry Aguila
- 2011 : Tous au Mistral d'Octavia De Laroche
- 2014 : Narco-Finance, les impunis d'Agnès Gattegno
- 2015 : Quand Homo Sapiens faisait son cinéma de Pascal Cuissot
- 2016 : Judo, la voie de la souplesse de Thierry Aguila
- 2016 : Rio de Janeiro, Ville Merveilleuse ? 450 ans d'histoire de Pascal Cuissot
- 2017 : Comme des sardines en boite de Thierry Aguila
- 2019 : Un siècle de pionnières, à la table des mères Lyonnaises de Sylvie Faiveley
- 2021 : Au temps des dinosaures de Pascal Cuissot
- 2021 : Les ombres du Bataclan de Francis Gillery
- 2021 : Robert Hossein, 7 ans à Reims et puis s'en va de Francis Gillery
- 2022 : Gaudi, le génie visionnaire de Barcelone de Pascal Cuissot
- 2022 : Le style Louis XV, une affaire de femmes de Sylvie Faiveley
- 2023 : L'incendie du Reichstag, quand la démocratie brûle de Mickaël Gamrasni
- 2023 : Tour Eiffel, le rêve d'un visionnaire de Pascal cuissot
- 2023 : L'autre monde des dinosaures de Pascal cuissot
- 2024 : Thorin, le dernier néandertalien de Pascal cuissot
- 2025 : Dockers, une famille sur le port de Thierry Aguila

### Télévision

#### Séries télévisées
- 1998-2001 : Vertiges (6 épisodes)
- 2007 : L'Hôpital (6 épisodes)

#### Séries télévisées documentaires
- 2007 : Les parrains de la côte (3 épisodes)
- 2013 : La case de l'oncle Doc (épisode Hôtel de police, Marseille)
- 2014 : Monuments éternels (épisode Les secrets du Colisée)
- 2015 : Aux origines de l'humanité (épisode Colosseum: Roman Death Trap)
- 2015 : La galerie France 5 (épisode La mort de Louis XIV)
- 2018 : Monuments sacrés (épisode Églises: La quête de la lumière)
- 2018 : Les maîtres des abeilles (3 épisodes)
- 2019 : Les nouveaux mondes sauvages (3 épisodes)
- 2021 : Pas si bêtes ! (3 épisodes)

#### Téléfilms
- 2003 : Ne meurs pas de José Pinheiro
- 2007 : Bac + 70 de Laurent Levy
- 2008 : Un Vrai Papa Noël de José Pinheiro
- 2009 : Hors du temps de Jean-Teddy Filippe
- 2010 : Vital désir de Jérôme Boivin
- 2011 : Brassens, la mauvaise réputation de Gérard Marx
- 2012 : Un petit bout de France de Bruno Le Jean
- 2013 : La Balade de Lucie de Sandrine Ray

#### Téléfilms documentaires
- 2012 : Vauban, la sueur épargne le sang de Pascal Cuissot
- 2018 : Le Versailles secret de Marie-Antoinette de Mark Daniels et Sylvie Faiveley
- 2018 : Hasekura, un samouraï au Vatican de Stéphane Bégoin
- 2020 : L'invention du luxe à la française de Stéphane Bégoin